# Florisuga
I giacobini (Florisuga Bonaparte, 1850) sono un genere di uccelli della famiglia Trochilidae.

## Tassonomia
Il genere Florisuga comprende le seguenti specie:
- Florisuga mellivora (Linnaeus, 1758) - giacobino collobianco
- Florisuga fusca (Vieillot, 1817) - giacobino nero